# Sittichai Trisin
Sittichai Trisin (thailändisch สิทธิชัย ไตรศิลป์, * 19. Oktober 1984) ist ein thailändischer Fußballspieler.

## Karriere
Sittichai Trisin spielte 2016 beim Drittligisten Ayutthaya Warrior FC in Ayutthaya. Wo er vorher gespielt hat, ist unbekannt. Mit dem Club wurde er Meister der Regional League Division 2 in der Central Region. Nach einem Jahr wurde der Verein Ende 2016 aufgelöst. 2017 wechselte er zum ebenfalls in Ayutthaya beheimateten Ayutthaya United FC. Mit dem Verein spielte er ebenfalls in der dritten Liga, der neugeschaffenen Thai League 3, in der Upper Region. 2018 wurde er mit dem Club Vizemeister der Region und stieg in die zweite Liga auf. 2019 absolvierte er mit United 18 Spiele in der zweiten Liga. Anschließend spielte er für Saraburi United FC und Ayothaya Warrior FC.

## Erfolge
Ayutthaya Warrior FC
- Regional League Division 2 – Central

Meister: 2016
Ayutthaya United FC
- Thai League 3 – Upper

Vizemeister: 2018  ▲